# Charles Gaspard Dodun
Charles Gaspard Dodun, marquis d'Herbault, est un homme d'État français né à Paris où il fut baptisé (paroisse Saint-Nicolas-des-Champs) le 7 juillet 1679 et mort dans la même ville, le 25 juin 1736.

## Biographie
Fils de Charles Gaspard Dodun, conseiller au parlement de Paris et d'Anne Marie Gayardon et issu d'une famille de financiers d'origine bourguignonne anoblie par exercice de la charge de secrétaire du Roi en 1675. La protection de la marquise de Prie, maîtresse  du duc de Bourbon Prince du sang, fit de Charles-Gaspard, un président au Parlement dès 1710.  
En septembre 1715, dans le cadre du système de la polysynodie, le Régent nomme Dodun au Conseil de finances. C'est une nomination gratifiante, mais son département est moins étendu que celui de Fagon ou de Gilbert des Voisins. Dodun gère les cours supérieures, les fermes du greffe, le contrôle des actes et les étapes. Il est commis en septembre 1716 avec Fagon, Baudry et  Gaumont, pour liquider des offices supprimés. 
Après la polysynodie, Dodun devient en 1720 un des cinq directeurs des finances et le 21 avril 1722, contrôleur général des finances. Sa nomination est accueillie favorablement et l’Académie Française tient à le complimenter. Saint-Simon décrit Dodun comme quelqu’un de capable et d’honnête. Dodun cherche à remettre de l'ordre dans les finances après le désastre du système de Law. Il est titré marquis d’Herbault en Beauce par lettres patentes de mars 1723,
Toujours proche du duc de Bourbon, principal ministre du jeune roi, le marquis d'Herbault est nommé grand trésorier des ordres du roi le 24 mars 1724. La disgrâce du duc de Bourbon entraîne la sienne. Il est accusé de malversations financières sur le trésor royal, et, à la demande cardinal de Fleury, démissionnera de ses charges trois jours après le renvoi du duc de Bourbon le {date|14|juin|1726}. 
Détesté alors de toute la cour et du peuple, on lui doit cependant d’avoir établi « l’arrêt du 15 juin », stabilisant la valeur du louis et de l’écu et d’avoir initié, par ses rapports, le jeune roi Louis XV aux matières de finance et d’administration. 
Après avoir épousé, en 1703, Marie-Anne Sachot et avoir perdu son fils en bas âge en 1724, Dodun s’éteint à Paris le 25 juin 1736 dans son hôtel Rue Saint-Dominique quartier Saint Germain des Prés paroisse Saint Sulpice.
Détenteur du château d'Herbault (actuel département de Loir-et-Cher) avant de fonder la commune d'Herbault où il créa un grenier à sel qui donna un grand essor à la région grâce à la perception de la gabelle, Dodun réorganisa la reconstruction de la ville de Châteaudun à la suite du grand incendie qui ravagea la cité en 1723.

## Iconographie
Le portrait de l'intendant des finances a été peint par Hyacinthe Rigaud en 1723 contre 3000 livres. Il est représenté, assis dans un large fauteuil, une plume à la main, en train d'écrire un courrier administratif. Il porte le grand cordon de l'ordre du Saint-Esprit ainsi que la croix brodée sur le cœur, illustrations de son titre de Grand trésorier de l'ordre. 
Il existe une copie réduite de ce portrait, mais de moins bonne qualité.
Enfin, le portrait a été gravé, en médaillon, par Pierre Drevet en 1726, « demi-figure avec une main, tirée d’un tableau de plus grande composition, un peu ajustée cependant par M. Rigaud à l’ouverture ovale ».

## Armes
| Image | Armoiries |
| ----- | --- |
|       | Charles Gaspard Dodun († 1736), Marquis d'Herbault, Pair de France, Commandeur et Grand trésorier des Ordres du Roi, Contrôleur général des finances de France D'azur à la fasce d'or chargée d'un lion issant de gueules, accompagnée de trois grenades tigées et feuillées d'or, ouvertes de gueules. |